# William Drummond av Hawthornden
William Drummond av Hawthornden, född 13 december 1585, död 4 december 1649, var en skotsk renässansskald, historiker och politisk författare, känd under epitetet "den skotske Petrarca".
Det mest kända av hans arbeten är Cypresse grove (1623), på lyrisk prosa avfattade panteistiskt färgade betraktelser över döden. Drummond stod i livlig förbindelse med sina litterära samtida, bland annat med Ben Jonson, som gästade honom på Hawthornden Castle. Drummonds dagbok med redogörelser för deras samtal, vilken länge ansågs förlorad, återfanns på 1930-talet.